# Samuel Ackermann
Samuel Ackermann (* 16. Januar 1981 in Zürich) ist ein Schweizer Schauspieler, der vereinzelt auch als Filmregisseur, Filmeditor und Drehbuchautor in Erscheinung getreten ist.

## Leben
Samuel Ackermann besuchte von 2001 bis 2004 die Film- und Fernsehschauspielschule in der Schweiz. Danach zog er nach New York, um an der New York Film Academy (NYFA) zu studieren. Seit 2006 lebt er in Berlin.
Erste Auftritte im Fernsehen hatte er in diversen Comedyformaten u. a. Zack! Comedy nach Maß. 2007 spielte er unter der Regie von Hansjörg Thurn im ProSieben 2-Teiler Die Schatzinsel mit. In der Telenovela Anna und die Liebe war er 2009 in einer Gastrolle zu sehen. Dazwischen spielte er in zahlreichen Kurzfilmproduktionen mit wie Wellengang, Ein Bad zu zweit, Das Punkermädchen, Love Birds, Ad Acta oder Wrath of the Banker.
Außerdem wirkt er auch in Theateraufführungen als Schauspieler mit wie z. B. in Remote Control, einer Shakespeare Adaption von Heinrich V&VI.
Mit seinem Beitrag Creating together erhielt er eine Nominierung für den besten Spotclip beim Prix Europa in Berlin.
Für seine Nacherzählung von Rambo–First Blood erhielt er am Festival Total Recall in Zürich die Silberne Linde als bester Erzähler.

## Filmografie

### Film
- 2009: Wellengang
- 2009: Das Punkermädchen 1
- 2009: Ein Bad zu zweit
- 2008: Dreck am Stecken
- 2008: Ad Acta
- 2008: Love Birds
- 2007: 3Dlusion (Motion Capturing)
- 2007: Schöne Aussichten
- 2006: Nach unten treten
- 2006: Geister
- 2005: First Impressions
- 2005: Flower under the deep blue
- 2004: Wrath of the Banker

### Fernsehen
- 2009: Anna und die Liebe
- 2007: Die Schatzinsel
- 2006: Zack! Comedy nach Maß